# Sierra de Almijara
Der Sierra de Almijara ist ein Gebirgszug in Südspanien, der zur Betischen Kordillere gehört. Er ist Teil der Bergkette, die hinter der Costa del Sol (Sonnenküste) nördlich von Vélez-Málaga und Nerja in Andalusien liegt. Der höchste Punkt ist der Gipfel Matalas Camas mit 1791 m Höhe. Andere Gipfel sind der Pico del Cielo und der Cerro Cabeza del Caballo. Seit 1999 ist sie als Teil des Nationalparks Sierras de Tejeda Almijara y Alhama unter besonderen Schutz gestellt.